# Жакув
Жакув (пол. Żaków) — село в Польщі, у гміні Сенниця Мінського повіту Мазовецького воєводства.
Населення — 321 особа (2011).
У 1975-1998 роках село належало до Седлецького воєводства.

## Демографія
Демографічна структура станом на 31 березня 2011 року:
|          | Загалом | Допрацездатний вік | Працездатний вік | Постпрацездатний вік |
| -------- | ------- | ------------------ | ---------------- | -------------------- |
| Чоловіки | 155     | 36                 | 106              | 13                   |
| Жінки    | 166     | 31                 | 108              | 27                   |
| Разом    | 321     | 67                 | 214              | 40                   |